# Calceolaria dichotoma
Calceolaria dichotoma är en toffelblomsväxtart. Calceolaria dichotoma ingår i släktet toffelblommor, och familjen toffelblomsväxter.

## Underarter
Arten delas in i följande underarter:
- C. d. colimana
- C. d. dichotoma